# What Christmas Means to Me
What Christmas Means to Me è una canzone natalizia incisa nel 1967 da Stevie Wonder e facente parte dall'album Someday at Christmas. Autori del brano sono Allen Story, Anna Gaye e George Gordy.
Il brano fu poi pubblicato anche su singolo nel 1971.
Vari interpreti hanno in seguito inciso una cover del brano, a cominciare da Paul Young nel 1992.

## Testo
Il protagonista dice qual è per lui il significato del Natale: nel testo vengono citati alcuni stereotipi della stagione natalizia, come il vischio, la neve e il ghiaccio e il protagonista afferma che in questo periodo gli sembra di amare ancora di più la sua donna.

## Versione di Stevie Wonder

### Il singolo di Stevie Wonder del 1971
Nel 1971 il brano fu pubblicato in 45 giri edito dall'etichetta Tamla Records. Al Lato B figurava il brano Bedtime for Toys.

### Tracce
7"
1. What Christmas Means to Me – 2:30 (Allen Story - Anna Gaye - George Gordy)
2. Bedtime for Toys – 3:30 (Orlando Murden - Ron Miller)

## Cover (lista parziale)
Tra gli artisti che hanno inciso una cover del brano, figurano (in ordine alfabetico):
- Boyzone (nell'album Dublin to Detroit del 2014)
- En Vogue (2002)
- Gaia (singolo tratto dall'album Alma - Christmas Edition del 2021)[6]
- Danny Gokey (2015)
- Al Green
- Hanson (1997)
- Nick Lachey feat. The Sing-Off Contestants (2010)
- Cee Lo Green (nell'album Cee Lo's Magic Moment del 2012)
- Darlene Love (2007)
- Trijntje Oosterhuis (2010)
- Rahsaan Patterson (2008)
- Kris Rodgers & The Dirty Gems (2014)
- Marilyn Scott (2014)
- Jessica Simpson (in Rejoyce: The Christmas Album del 2004)
- Train (nell'album Christmas in Tahoe del 2015)
- Paul Young (1992)